# Saussurea gracilis
Saussurea gracilis là một loài thực vật có hoa trong họ Cúc. Loài này được Maxim. miêu tả khoa học đầu tiên năm 1874.